# Navas de Bureba
Navas de Bureba est une commune d'Espagne dans la communauté autonome de Castille-et-León, province de Burgos. Elle s'étend sur 8,79 km2 et comptait environ 43 habitants en 2011.